# Fotbal Club Sheriff Tiraspol 2021-2022
Questa voce raccoglie le informazioni riguardanti lo Sheriff Tiraspol nelle competizioni ufficiali della stagione 2021-2022.

## Maglie e sponsor
Il fornitore tecnico per la stagione 2021-2022 è Adidas. 
| 1ª divisa | 2ª divisa |

## Rosa
| N. |                                 | Ruolo | Calciatore           |
| -- | ------------------------------- | ----- | -------------------- |
| 1  | Moldavia (bandiera)             | P     | Dumitru Celeadnic    |
| 2  | Colombia (bandiera)             | D     | Danilo Arboleda      |
| 2  | Ghana (bandiera)                | D     | Patrick Kpozo        |
| 3  | Malawi (bandiera)               | C     | Charles Petro        |
| 6  | Bosnia ed Erzegovina (bandiera) | D     | Stjepan Radeljić     |
| 7  | Ghana (bandiera)                | A     | Basit Abdul Khalid   |
| 8  | Moldavia (bandiera)             | D     | Alexandr Belousov    |
| 9  | Mali (bandiera)                 | A     | Adama Traoré         |
| 10 | Colombia (bandiera)             | A     | Frank Castañeda      |
| 11 | Slovenia (bandiera)             | A     | Lovro Bizjak         |
| 12 | Niger (bandiera)                | C     | Abdoul Moumouni      |
| 13 | Brasile (bandiera)              | D     | Fernando Costanza    |
| 15 | Brasile (bandiera)              | C     | Cristiano            |
| 15 | Camerun (bandiera)              | C     | Gaby Kiki            |
| 16 | Trinidad e Tobago (bandiera)    | D     | Keston Julien        |
| 17 | Colombia (bandiera)             | C     | Hansel Zapata        |
| 17 | Uzbekistan (bandiera)           | A     | Jasurbek Yaxshiboyev |
| 18 | Mali (bandiera)                 | C     | Moussa Kyabou        |
| 19 | Moldavia (bandiera)             | D     | Serafim Cojocari     |
| 20 | Macedonia del Nord (bandiera)   | C     | Boban Nikolov        |
| 21 | Ghana (bandiera)                | C     | Edmund Addo          |

| N. |                           | Ruolo | Calciatore                       |
| -- | ------------------------- | ----- | -------------------------------- |
| 22 | Grecia (bandiera)         | C     | Dīmītrīs Kolovos                 |
| 22 | Albania (bandiera)        | C     | Regi Lushkja                     |
| 23 | Costa d'Avorio (bandiera) | A     | Nadrey Dago                      |
| 23 | Kazakistan (bandiera)     | A     | Danıl Ankudınov                  |
| 24 | Moldavia (bandiera)       | A     | Eugeniu Gliga                    |
| 26 | Serbia (bandiera)         | P     | Dušan Marković                   |
| 27 | Malawi (bandiera)         | A     | Peter Banda                      |
| 28 | Brasile (bandiera)        | A     | Vítor Pernambuco                 |
| 30 | Grecia (bandiera)         | P     | Geōrgios Athanasiadīs (capitano) |
| 31 | Lussemburgo (bandiera)    | C     | Sébastien Thill                  |
| 33 | Moldavia (bandiera)       | P     | Serghei Pașcenco                 |
| 40 | Ghana (bandiera)          | P     | Razak Abalora                    |
| 41 | Grecia (bandiera)         | D     | Stefanos Evangelou               |
| 42 | Brasile (bandiera)        | D     | Renan Guedes                     |
| 55 | Perù (bandiera)           | D     | Gustavo Dulanto (vice-capitano)  |
| 70 | Moldavia (bandiera)       | A     | Henrique Luvannor                |
| 77 | Brasile (bandiera)        | A     | Bruno                            |
| 88 | Burkina Faso (bandiera)   | C     | Cedric Badolo                    |
| 90 | Moldavia (bandiera)       | D     | Veaceslav Posmac                 |
| 98 | Moldavia (bandiera)       | A     | Maxim Cojocaru                   |
| 99 | Guinea (bandiera)         | A     | Momo Yansane                     |

## Calciomercato

### Sessione estiva
| Acquisti | Acquisti              | Acquisti       | Acquisti      |
| R.       | Nome                  | da             | Modalità      |
| -------- | --------------------- | -------------- | ------------- |
| P        | Geōrgios Athanasiadīs | AEK Atene      | prestito      |
| D        | Vadim Dijinari        | Dinamo-Auto    | fine prestito |
| D        | Stefanos Evangelou    | Górnik Zabrze  | definitivo    |
| D        | Evgheni Plesco        | Dinamo-Auto    | fine prestito |
| C        | Edmund Addo           | Senica         | definitivo    |
| C        | Dīmītrīs Kolovos      | Panathīnaïkos  | svincolato    |
| C        | Abdoul Moumouni       | US GN          | definitivo    |
| C        | Boban Nikolov         | Lecce          | svincolato    |
| C        | Hansel Zapata         | La Equidad     | prestito      |
| A        | Bruno                 | Arīs Salonicco | definitivo    |
| A        | Henrique Luvannor     | Al-Wahda       | svincolato    |
| A        | Šachrom Samiev        | Dinamo-Auto    | fine prestito |
| A        | Momo Yansane          | Black Stars    | definitivo    |
| A        | Jasurbek Yaxshiboyev  | Legia Varsavia | prestito      |

| Cessioni | Cessioni           | Cessioni      | Cessioni      |
| R.       | Nome               | a             | Modalità      |
| -------- | ------------------ | ------------- | ------------- |
| D        | Vadim Dijinari     | Milsami Orhei | prestito      |
| D        | Valeriu Gaiu       | Dinamo-Auto   | prestito      |
| D        | Veaceslav Posmac   | Tuzlaspor     | svincolato    |
| C        | Andrij Blizničenko |               | svincolato    |
| C        | Rifet Kapić        | Paderborn     | fine prestito |
| C        | Hansel Zapata      | La Equidad    | fine prestito |
| A        | Peter Banda        | Big Bullets   | fine prestito |
| A        | Dabney dos Santos  |               | svincolato    |
| A        | Richard Gadze      | Bnei Sakhnin  | svincolato    |
| A        | Henrique Luvannor  | Al-Taawoun    | definitivo    |
| A        | Šachrom Samiev     | Tarpeda-BelAZ | svincolato    |

### Sessione invernale
| Acquisti | Acquisti         | Acquisti      | Acquisti      |
| R.       | Nome             | da            | Modalità      |
| -------- | ---------------- | ------------- | ------------- |
| P        | Razak Abalora    | Asante Kotoko | definitivo    |
| D        | Valeriu Gaiu     | Dinamo-Auto   | fine prestito |
| D        | Renan Guedes     | Bahia         | svincolato    |
| D        | Stjepan Radeljić | Osijek        | definitivo    |
| C        | Cedric Badolo    | Pohronie      | prestito      |
| C        | Gaby Kiki        | Ruch Brėst    | definitivo    |
| C        | Patrick Kpozo    | Östersund     | svincolato    |
| C        | Regi Lushkja     | Laçi          | definitivo    |
| A        | Danıl Ankudınov  | Rodina Mosca  | definitivo    |
| A        | Vítor Pernambuco | L'viv         | definitivo    |

| Cessioni | Cessioni          | Cessioni               | Cessioni   |
| R.       | Nome              | a                      | Modalità   |
| -------- | ----------------- | ---------------------- | ---------- |
| P        | Dušan Marković    | Metalac                | svincolato |
| D        | Danilo Arboleda   | Al-Ain                 | svincolato |
| D        | Alexandr Belousov | Sfîntul Gheorghe       | prestito   |
| D        | Fernando Costanza | Kryl'ja Sovetov Samara | definitivo |
| D        | Cristiano         | Fluminense             | definitivo |
| D        | Valeriu Gaiu      | Bălți                  | prestito   |
| D        | Evgheni Plesco    | Dinamo-Auto            | prestito   |
| C        | Dīmītrīs Kolovos  | Kocaelispor            | definitivo |
| A        | Lovro Bizjak      | Celje                  | definitivo |
| A        | Frank Castañeda   | Warta Poznań           | svincolato |
| A        | Maxim Cojocaru    | Petrocub Hîncești      | svincolato |
| A        | Nadrey Dago       | Panaitōlikos           | svincolato |

## Risultati

### Divizia Națională
| Arbitro: | Luca (Chișinău) |

|  |           |             |
|  | Marcatori | 19’ Alaribe |

| Hîncești 2 dicembre 2021, ore 13:00 EET 2ª giornata | Petrocub Hîncești | 0 – 0 referto | Sheriff Tiraspol | Stadio municipale (200 spett.)\| Arbitro: \| Luca (Chișinău) \| |
| Arbitro:                                            | Luca (Chișinău)   |               |                  |                                                                 |

| Arbitro: | Sidenco (Bălți) |

|                                        |           |  |
| Yansane 21’, 73’, 75’ Thill 35’ (rig.) | Marcatori |  |

| Arbitro: | Covtun (Tighina) |

|           |           |                                       |
| Cobeț 33’ | Marcatori | 17’ Yansane 59’ Radeljić 90+5’ Bizjak |

| Arbitro: | Stefciuc (Bălți) |

|                                                                                    |           |           |
| Arboleda 7’ Dago 28’ Luvannor 34’ Yansane 62’, 90+3’ Thill 71’ (rig.) Bizjak 90+1’ | Marcatori | 73’ Bulat |

| Arbitro: | Cojocari (Chișinău) |

|            |           |  |
| Traoré 63’ | Marcatori |  |

| Arbitro: | Breguța (Chișinău) |

|                        |           |  |
| Dulanto 38’ Traoré 76’ | Marcatori |  |

| Arbitro: | Banari (Căușeni) |

|  |           |                      |
|  | Marcatori | 45’ Yansane 51’ Dago |

| Arbitro: | Boșca (Chișinău) |

|                               |           |  |
| Castañeda 71’ Yaxshiboyev 77’ | Marcatori |  |

| Arbitro: | Tupicica (Ialoveni) |

|             |           |             |
| Burghiu 61’ | Marcatori | 34’ Nikolov |

| Arbitro: | Covtun (Tighina) |

|                                            |           |  |
| Bruno 21’ Traoré 49’ Radeljić 86’ Dago 90’ | Marcatori |  |

| Arbitro: | Ivlev (Briceni) |

|  |           |                                                                     |
|  | Marcatori | 10’ Thill 36’ Petro 49’, 57’ Kolovos 70’ Nikolov 73’, 81’ Castañeda |

| Arbitro: | Stoianov (Taraclia) |

|  |           |            |
|  | Marcatori | 69’ Traoré |

| Arbitro: | Sidenco (Bălți) |

|                                                |           |  |
| Arboleda 4’ Castañeda 18’ Bruno 25’ Dago 90+2’ | Marcatori |  |

| Arbitro: | Tupicica (Ialoveni) |

|                      |           |  |
| Basit 45’ Traoré 54’ | Marcatori |  |

| Arbitro: | Jitari (Chișinău) |

|  |           |                     |
|  | Marcatori | 32’ Thill 90’ Basit |

| Arbitro: | Boșca (Chișinău) |

|                                                                        |           |  |
| Castañeda 16’ Thill 41’ Arboleda 43’ Basit 48’ Traoré 56’ Cojocaru 60’ | Marcatori |  |

| Arbitro: | Orlic (Chișinău) |

|           |           |                                  |
| Cobeț 31’ | Marcatori | 19’ Traoré 48’ Basit 75’ Nikolov |

| Arbitro: | Leu (Tighina) |

|                                                                             |           |  |
| Yansane 10’, 16’ Costanza 27’ Thill 33’ Kolovos 39’ Basit 43’ Castañeda 60’ | Marcatori |  |

| Arbitro: | Boșca (Chișinău) |

|  |           |             |
|  | Marcatori | 60’ Istrati |

| Arbitro: | Jitari (Chișinău) |

|  |           |                            |
|  | Marcatori | 62’ Lushkja 74’, 80’ Bruno |

| Arbitro: | Banari (Căușeni) |

|  |           |                                        |
|  | Marcatori | 8’ Yansane 10’ Badolo 90+2’ Pernambuco |

| Arbitro: | Cojocari (Chișinău) |

|          |           |  |
| Kiki 25’ | Marcatori |  |

| Arbitro: | Sidenco (Bălți) |

|             |           |                |
| Burghiu 79’ | Marcatori | 16’ Pernambuco |

| 21 aprile 2022 25ª giornata | Sheriff Tiraspol | 3 – 0 (a tavolino) | Florești |  |

| Arbitro: | Covtun (Tighina) |

|  |           |                                   |
|  | Marcatori | 61’ Badolo 72’ Bruno 90+1’ Traoré |

| Arbitro: | Ivlev (Chișinău) |

|                    |           |               |
| Istrati 27’ (rig.) | Marcatori | 45+2’ Yansane |

| Arbitro: | Orlic (Chișinău) |

|  |           |                              |
|  | Marcatori | 64’ Pernambuco 90+2’ Lushkja |

### Coppa di Moldavia
| Arbitro: | Muntean (Tighina) |

|                                                             |           |  |
| Castañeda 12’ Dago 22’ Basit 26’, 56’ Addo 44’ Cojocaru 60’ | Marcatori |  |

| Arbitro: | Tupicica (Ialoveni) |

|                                                 |           |  |
| Pernambuco 16’ Badolo 23’ (rig.), 82’ Bruno 85’ | Marcatori |  |

| Arbitro: | Muntean (Tighina) |

|                      |           |                               |
| Bulat 45’ Bursuc 79’ | Marcatori | 9’, 35’ Badolo 41’ Pernambuco |

| Arbitro: | Boșca (Chișinău) |

|  |           |               |
|  | Marcatori | 90+5’ Lushkja |

### Champions League

#### Primo turno preliminare
| Arbitro: | Kurhcheli |

|  |           |                                              |
|  | Marcatori | 14’, 45+1’ Luvannor 56’ Traoré 89’ Castañeda |

| Arbitro: | Moskalëv |

|           |           |  |
| Traoré 6’ | Marcatori |  |

#### Secondo turno preliminare
| Arbitro: | Obrenović |

|  |           |              |
|  | Marcatori | 84’ Luvannor |

| Arbitro: | Pandžić |

|                                           |           |            |
| Dulanto 15’ Luvannor 23’ Thill 87’ (rig.) | Marcatori | 11’ Glišić |

#### Terzo turno preliminare
| Arbitro: | Hațegan |

|             |           |               |
| Diony 45+1’ | Marcatori | 33’ Castañeda |

| Arbitro: | Zwayer |

|                |           |  |
| Arboleda 45+2’ | Marcatori |  |

#### Spareggio
| Arbitro: | Çakır |

|                             |           |  |
| Traoré 45’, 80’ Kolovos 54’ | Marcatori |  |

| Zagabria 25 agosto 2021, ore 21:00 CEST Ritorno | Dinamo Zagabria | 0 – 0 referto | Sheriff Tiraspol | Stadio Maksimir (8 015 spett.)\| Arbitro: \| Orsato \| |
| Arbitro:                                        | Orsato          |               |                  |                                                        |

#### Fase a gironi
| Arbitro: | Aytekin |

|                        |           |  |
| Traoré 16’ Yansane 62’ | Marcatori |  |

| Arbitro: | Visser |

|                    |           |                           |
| Benzema 65’ (rig.) | Marcatori | 25’ Yaxshiboyev 89’ Thill |

| Arbitro: | Makkelie |

|                                 |           |           |
| Džeko 34’ Vidal 58’ de Vrij 67’ | Marcatori | 52’ Thill |

| Arbitro: | Zwayer |

|              |           |                                       |
| Traoré 90+1’ | Marcatori | 54’ Brozović 65’ Škriniar 82’ Sánchez |

| Arbitro: | Marciniak |

|  |           |                                   |
|  | Marcatori | 30’ Alaba 45+1’ Kroos 55’ Benzema |

| Arbitro: | Rumšas |

|              |           |               |
| Fernando 42’ | Marcatori | 90+3’ Nikolov |

### Europa League

#### Fase a eliminazione diretta
| Arbitro: | Makkelie |

|                             |           |  |
| Thill 43’ (rig.) Traoré 83’ | Marcatori |  |

| Arbitro: | Sánchez Martínez |

|                                  |                      |                                    |
| Medeiros 17’ Horta 43’           | Marcatori            |                                    |
| Horta Elmusrati Ruiz Carmo Moura | Tiri di rigore 3 – 2 | Dulanto Bruno Radeljić Basit Thill |

### Supercoppa
| Arbitro: | Stoianov (Taraclia) |

|                                |                      |                                |
| Sagna 55’ Litveacov 90+2’      | Marcatori            | 53’ (rig.) Bizjak 84’ Belousov |
| Slivca Litveacov Sagna Suvorov | Tiri di rigore 4 – 2 | Radeljić Petro Dulanto Bizjak  |

## Statistiche

### Statistiche di squadra
| Competizione      | Punti | In casa | In casa | In casa | In casa | In casa | In casa | In trasferta | In trasferta | In trasferta | In trasferta | In trasferta | In trasferta | Totale | Totale | Totale | Totale | Totale | Totale | D.R. |
| Competizione      | Punti | G       | V       | N       | P       | Gf      | Gs      | G            | V            | N            | P            | Gf           | Gs           | G      | V      | N      | P      | Gf     | Gs     | D.R. |
| ----------------- | ----- | ------- | ------- | ------- | ------- | ------- | ------- | ------------ | ------------ | ------------ | ------------ | ------------ | ------------ | ------ | ------ | ------ | ------ | ------ | ------ | ---- |
| Divizia Națională | 70    | 14      | 12      | 0       | 2       | 43      | 3       | 14           | 10           | 4            | 0            | 32           | 5            | 28     | 22     | 4      | 2      | 75     | 8      | +67  |
| Cupa Moldovei     | -     | 2       | 2       | 0       | 0       | 10      | 0       | 2            | 2            | 0            | 0            | 4            | 2            | 4      | 4      | 0      | 0      | 14     | 2      | +12  |
| Champions League  | 7     | 7       | 5       | 0       | 2       | 11      | 7       | 7            | 3            | 3            | 1            | 10           | 6            | 14     | 8      | 3      | 3      | 21     | 13     | +8   |
| Europa League     | -     | 1       | 1       | 0       | 0       | 2       | 0       | 1            | 0            | 0            | 1            | 0            | 2            | 2      | 1      | 0      | 1      | 2      | 2      | 0    |
| Supercoppa        | -     | 0       | 0       | 0       | 0       | 0       | 0       | 1            | 0            | 1            | 0            | 2            | 2            | 1      | 0      | 1      | 0      | 2      | 2      | 0    |
| Totale            | 77    | 24      | 20      | 0       | 4       | 66      | 10      | 25           | 15           | 8            | 2            | 48           | 17           | 49     | 35     | 8      | 6      | 114    | 27     | +87  |

### Andamento in campionato
Le giornate 2 e 3 sono state recuperate al termine della giornata 19 (2 e 11 dicembre 2021 contro Petrocub e Zimbru). Inoltre le giornate 6 e 7 sono state recuperate prima dell'inizio della giornata 20 (1 e 5 marzo 2022 contro Milsami e Sfîntul Gheorghe)
| Giornata  | 1 | 2 | 3 | 4 | 5 | 6 | 7 | 8 | 9 | 10 | 11 | 12 | 13 | 14 | 15 | 16 | 17 | 18 | 19 | 20 | 21 | 22 | 23 | 24 | 25 | 26 | 27 | 28 |
| --------- | - | - | - | - | - | - | - | - | - | -- | -- | -- | -- | -- | -- | -- | -- | -- | -- | -- | -- | -- | -- | -- | -- | -- | -- | -- |
| Luogo     | C | T | C | T | C | C | C | T | C | T  | C  | T  | T  | C  | C  | T  | C  | T  | C  | C  | T  | T  | C  | T  | C  | T  | T  | T  |
| Risultato | P | N | V | V | V | V | V | V | V | N  | V  | V  | V  | V  | V  | V  | V  | V  | V  | P  | V  | V  | V  | N  | V  | V  | N  | V  |
| Posizione | 6 | 2 | 1 | 5 | 4 | 1 | 1 | 4 | 4 | 4  | 3  | 3  | 3  | 3  | 3  | 3  | 2  | 2  | 1  | 1  | 1  | 1  | 1  | 1  | 1  | 1  | 1  | 1  |

Legenda:

Luogo: C = Casa; T = Trasferta. Risultato: V = Vittoria; N = Pareggio; P = Sconfitta.

### Statistiche dei giocatori
Sono in corsivo i calciatori che hanno lasciato la società a stagione in corso.
| Giocatore       | Divizia Națională | Divizia Națională | Divizia Națională | Divizia Națională | Coppa di Moldavia | Coppa di Moldavia | Coppa di Moldavia | Coppa di Moldavia | UEFA Champions League + UEFA Europa League | UEFA Champions League + UEFA Europa League | UEFA Champions League + UEFA Europa League | UEFA Champions League + UEFA Europa League | Supercoppa di Moldavia | Supercoppa di Moldavia | Supercoppa di Moldavia | Supercoppa di Moldavia | Totale   | Totale | Totale      | Totale     |
| Giocatore       | Presenze          | Reti              | Ammonizioni       | Espulsioni        | Presenze          | Reti              | Ammonizioni       | Espulsioni        | Presenze                                   | Reti                                       | Ammonizioni                                | Espulsioni                                 | Presenze               | Reti                   | Ammonizioni            | Espulsioni             | Presenze | Reti   | Ammonizioni | Espulsioni |
| --------------- | ----------------- | ----------------- | ----------------- | ----------------- | ----------------- | ----------------- | ----------------- | ----------------- | ------------------------------------------ | ------------------------------------------ | ------------------------------------------ | ------------------------------------------ | ---------------------- | ---------------------- | ---------------------- | ---------------------- | -------- | ------ | ----------- | ---------- |
| R. Abalora      | 4                 | -1                | 1                 | 0                 | 2                 | -1                | 0                 | 0                 | 0                                          | 0                                          | 0                                          | 0                                          | 0                      | 0                      | 0                      | 0                      | 6        | -2     | 1           | 0          |
| E. Addo         | 18                | 0                 | 3                 | 1                 | 2                 | 1                 | 0                 | 0                 | 12+1                                       | 0                                          | 3+0                                        | 0                                          | 0                      | 0                      | 0                      | 0                      | 33       | 1      | 6           | 1          |
| D. Ankudınov    | 3                 | 0                 | 0                 | 0                 | 1                 | 0                 | 0                 | 0                 | 0                                          | 0                                          | 0                                          | 0                                          | 0                      | 0                      | 0                      | 0                      | 4        | 0      | 0           | 0          |
| D. Arboleda     | 17                | 3                 | 2                 | 0                 | 0                 | 0                 | 0                 | 0                 | 14+0                                       | 1+0                                        | 1+0                                        | 0                                          | 1                      | 0                      | 0                      | 0                      | 32       | 4      | 3           | 0          |
| G. Athanasiadīs | 18                | -5                | 3                 | 0                 | 1                 | 0                 | 0                 | 0                 | 13+2                                       | -10+-2                                     | 0                                          | 0                                          | 1                      | -2                     | 0                      | 0                      | 35       | -19    | 3           | 0          |
| C. Badolo       | 9                 | 2                 | 3                 | 0                 | 3                 | 4                 | 0                 | 0                 | 0                                          | 0                                          | 0                                          | 0                                          | 0                      | 0                      | 0                      | 0                      | 12       | 6      | 3           | 0          |
| P. Banda        | 1                 | 0                 | 0                 | 0                 | 0                 | 0                 | 0                 | 0                 | 3+0                                        | 0                                          | 0                                          | 0                                          | 1                      | 0                      | 0                      | 0                      | 5        | 0      | 0           | 0          |
| A. K. Basit     | 16                | 5                 | 1                 | 1                 | 1                 | 2                 | 0                 | 0                 | 0+2                                        | 0                                          | 0                                          | 0                                          | 0                      | 0                      | 0                      | 0                      | 19       | 7      | 1           | 1          |
| A. Belousov     | 3                 | 0                 | 1                 | 0                 | 1                 | 0                 | 0                 | 0                 | 1+1                                        | 0                                          | 0                                          | 0                                          | 1                      | 1                      | 0                      | 0                      | 7        | 1      | 1           | 0          |
| L. Bizjak       | 3                 | 2                 | 0                 | 0                 | 0                 | 0                 | 0                 | 0                 | 7+0                                        | 0                                          | 1+0                                        | 0                                          | 1                      | 1                      | 0                      | 0                      | 11       | 3      | 1           | 0          |
| Bruno           | 18                | 5                 | 3                 | 0                 | 3                 | 1                 | 0                 | 0                 | 6+2                                        | 0                                          | 0                                          | 0                                          | 0                      | 0                      | 0                      | 0                      | 29       | 6      | 3           | 0          |
| F. Castañeda    | 17                | 6                 | 0                 | 0                 | 1                 | 1                 | 0                 | 0                 | 12+0                                       | 2+0                                        | 3+0                                        | 0                                          | 1                      | 0                      | 0                      | 0                      | 31       | 9      | 3           | 0          |
| D. Celeadnic    | 3                 | -2                | 0                 | 0                 | 0                 | 0                 | 0                 | 0                 | 1+0                                        | -3+-0                                      | 0                                          | 0                                          | 0                      | 0                      | 0                      | 0                      | 4        | -5     | 0           | 0          |
| S. Cojocari     | 2                 | 0                 | 0                 | 0                 | 1                 | 0                 | 0                 | 0                 | 1+1                                        | 0                                          | 0                                          | 0                                          | 0                      | 0                      | 0                      | 0                      | 5        | 0      | 0           | 0          |
| M. Cojocaru     | 3                 | 1                 | 0                 | 0                 | 1                 | 1                 | 0                 | 0                 | 2+0                                        | 0                                          | 1+0                                        | 0                                          | 0                      | 0                      | 0                      | 0                      | 6        | 2      | 1           | 0          |
| F. Costanza     | 14                | 1                 | 3                 | 0                 | 1                 | 0                 | 0                 | 0                 | 9+0                                        | 0                                          | 3+0                                        | 0                                          | 1                      | 0                      | 1                      | 0                      | 25       | 1      | 7           | 0          |
| Cristiano       | 11                | 0                 | 3                 | 0                 | 1                 | 0                 | 0                 | 0                 | 14+0                                       | 0                                          | 3+0                                        | 0                                          | 1                      | 0                      | 0                      | 0                      | 27       | 0      | 6           | 0          |
| N. Dago         | 15                | 4                 | 2                 | 0                 | 1                 | 1                 | 0                 | 0                 | 3+0                                        | 0                                          | 0                                          | 0                                          | 1                      | 0                      | 0                      | 0                      | 20       | 5      | 2           | 0          |
| G. Dulanto      | 22                | 1                 | 7                 | 0                 | 3                 | 0                 | 1                 | 0                 | 14+1                                       | 1+0                                        | 3+1                                        | 0                                          | 1                      | 0                      | 1                      | 0                      | 41       | 2      | 13          | 0          |
| S. Evangelou    | 6                 | 0                 | 2                 | 0                 | 2                 | 0                 | 0                 | 0                 | 0+1                                        | 0                                          | 0                                          | 0                                          | 0                      | 0                      | 0                      | 0                      | 9        | 0      | 2           | 0          |
| R. Guedes       | 8                 | 0                 | 0                 | 0                 | 2                 | 0                 | 1                 | 0                 | 0                                          | 0                                          | 0                                          | 0                                          | 0                      | 0                      | 0                      | 0                      | 10       | 0      | 1           | 0          |
| K. Julien       | 18                | 0                 | 1                 | 0                 | 3                 | 0                 | 0                 | 0                 | 10+2                                       | 0                                          | 2+0                                        | 0                                          | 0                      | 0                      | 0                      | 0                      | 33       | 0      | 3           | 0          |
| G. Kiki         | 8                 | 1                 | 1                 | 0                 | 2                 | 0                 | 1                 | 0                 | 0                                          | 0                                          | 0                                          | 0                                          | 0                      | 0                      | 0                      | 0                      | 10       | 1      | 2           | 0          |
| D. Kolovos      | 12                | 3                 | 1                 | 0                 | 0                 | 0                 | 0                 | 0                 | 10+0                                       | 1+0                                        | 2+0                                        | 0                                          | 0                      | 0                      | 0                      | 0                      | 22       | 4      | 3           | 0          |
| P. Kpozo        | 4                 | 0                 | 1                 | 0                 | 2                 | 0                 | 0                 | 0                 | 0                                          | 0                                          | 0                                          | 0                                          | 0                      | 0                      | 0                      | 0                      | 6        | 0      | 1           | 0          |
| M. Kyabou       | 10                | 0                 | 2                 | 0                 | 3                 | 0                 | 2                 | 0                 | 3+1                                        | 0                                          | 0                                          | 0                                          | 0                      | 0                      | 0                      | 0                      | 17       | 0      | 4           | 0          |
| R. Lushkja      | 7                 | 2                 | 1                 | 0                 | 2                 | 1                 | 1                 | 0                 | 0                                          | 0                                          | 0                                          | 0                                          | 0                      | 0                      | 0                      | 0                      | 9        | 3      | 2           | 0          |
| H. Luvannor     | 2                 | 1                 | 0                 | 0                 | 0                 | 0                 | 0                 | 0                 | 7+0                                        | 4+0                                        | 1+0                                        | 0                                          | 0                      | 0                      | 0                      | 0                      | 9        | 5      | 1           | 0          |
| D. Marković     | 3                 | -1                | 0                 | 0                 | 1                 | 0                 | 0                 | 0                 | 0                                          | 0                                          | 0                                          | 0                                          | 0                      | 0                      | 0                      | 0                      | 4        | -1     | 0           | 0          |
| A. Moumouni     | 4                 | 0                 | 0                 | 0                 | 1                 | 0                 | 0                 | 0                 | 0                                          | 0                                          | 0                                          | 0                                          | 0                      | 0                      | 0                      | 0                      | 5        | 0      | 0           | 0          |
| B. Nikolov      | 14                | 3                 | 2                 | 0                 | 1                 | 0                 | 0                 | 0                 | 5+2                                        | 1+0                                        | 0+1                                        | 0                                          | 0                      | 0                      | 0                      | 0                      | 22       | 4      | 3           | 0          |
| S. Pașcenco     | 0                 | 0                 | 0                 | 0                 | 0                 | 0                 | 0                 | 0                 | 0                                          | 0                                          | 0                                          | 0                                          | 0                      | 0                      | 0                      | 0                      | 0        | 0      | 0           | 0          |
| V. Pernambuco   | 10                | 3                 | 1                 | 0                 | 3                 | 2                 | 0                 | 0                 | 0                                          | 0                                          | 0                                          | 0                                          | 0                      | 0                      | 0                      | 0                      | 13       | 5      | 1           | 0          |
| C. Petro        | 15                | 1                 | 0                 | 0                 | 3                 | 0                 | 0                 | 0                 | 3+2                                        | 0                                          | 0+2                                        | 0                                          | 1                      | 0                      | 0                      | 0                      | 24       | 1      | 2           | 0          |
| V. Posmac       | 1                 | 0                 | 0                 | 0                 | 0                 | 0                 | 0                 | 0                 | 0                                          | 0                                          | 0                                          | 0                                          | 1                      | 0                      | 0                      | 0                      | 2        | 0      | 0           | 0          |
| S. Radeljić     | 19                | 2                 | 2                 | 1                 | 2                 | 0                 | 0                 | 0                 | 7+2                                        | 0                                          | 0                                          | 0                                          | 1                      | 0                      | 0                      | 0                      | 31       | 2      | 2           | 1          |
| S. Thill        | 22                | 6                 | 1                 | 0                 | 1                 | 0                 | 0                 | 0                 | 14+2                                       | 3+1                                        | 1+1                                        | 0                                          | 1                      | 0                      | 0                      | 0                      | 40       | 10     | 3           | 0          |
| A. Traoré       | 23                | 8                 | 4                 | 0                 | 3                 | 0                 | 2                 | 0                 | 14+2                                       | 6+1                                        | 1+1                                        | 0                                          | 1                      | 0                      | 0                      | 0                      | 43       | 15     | 8           | 0          |
| M. Yansane      | 16                | 11                | 1                 | 0                 | 2                 | 0                 | 0                 | 0                 | 10+2                                       | 1+0                                        | 1+0                                        | 0                                          | 0                      | 0                      | 0                      | 0                      | 30       | 12     | 2           | 0          |
| J. Yaxshiboyev  | 7                 | 1                 | 0                 | 0                 | 1                 | 0                 | 0                 | 0                 | 3+2                                        | 1+0                                        | 0+1                                        | 0                                          | 0                      | 0                      | 0                      | 0                      | 13       | 2      | 1           | 0          |
| H. Zapata       | 3                 | 0                 | 0                 | 0                 | 0                 | 0                 | 0                 | 0                 | 3+0                                        | 0                                          | 0                                          | 0                                          | 0                      | 0                      | 0                      | 0                      | 6        | 0      | 0           | 0          |